# Ca l'Alsina (l'Espunyola)
Ca l'Alsina és una obra de l'Espunyola (Berguedà) inclosa a l'Inventari del Patrimoni Arquitectònic de Catalunya.

## Descripció
Masia de planta rectangular estructurada en planta baixa, dos pisos i golfes. La coberta és a dues aigües de teula àrab amb el carener perpendicular a la façana del migdia. Els murs són de carreus de pedra sense treballar units amb morter i després arrebossat. La masia fou construïda vers el segle xvii i ampliada a finals del segle xviii, amb la construcció de l'actual façana que presenta una sortida d'arcs de mig punt suportats amb pilars de secció rectangular, situat a l'eix central dels pisos superiors. Flanquejant les petites galeries, trobem balcons. La porta central és un arc escarser. Al costat i sobretot a la part del darrere hi ha tot d'edificis annexes d'una sola planta.

## Història
L'Alsina és documentada des del segle xvi i consta en el fogatge de 1553, Andreu Alsina. La família encara conserva el mateix llinatge. La masia pertany al terme parroquial de Sant Pere de l'Esglesiola.